# Sociedad Cultural y Recreativa Peña Deportiva
Maillots
Le Sociedad Cultural y Recreativa Peña Deportiva est un club espagnol de football basé à Santa Eulària des Riu  (Îles Baléares, Espagne). Fondé le 31 mars 1935, il évolue actuellement en Tercera Federación. Le club joue ses matchs à domicile au Stade municipal de Santa Eulària des Riu.

## Histoire
L'équipe est fondé le 31 mars 1935. Elle est promue dans le groupe Baléares de Tercera División lors de la saison 1985-1986. Avec l'aide d'Antonio Arabi Serra, ancien joueur de l'Espanyol de Barcelone, l'équipe joue sa première saison en Segunda División B lors de la saison 1993-1994. L'équipe de "Villa del Río", qui est également le nom de la municipalité de Santa Eulalia del Río (Baléares) à laquelle le club appartient, passe en Segunda División B grâce à la relégation pour joueurs non rémunérés du SD Ibiza lors de la saison 1992-1993. Cependant, l'équipe avec un effectif formé pour la troisième division a du mal à se renforcer pour le nouvel échelon, souffrant beaucoup lors de la phase aller. Finalement, l'équipe termine 18e, et se voit reléguée en Tercera División. Elle se retrouve comme l'une des rares équipes, sinon la seule de la catégorie, avec un excédent budgétaire.
L'équipe a du mal à revenir en Segunda División B au cours des années suivantes, restant toutefois en tête de son groupe. Pendant trois saisons consécutives, le club réussit à se qualifier pour les barrages de promotion, en menant deux fois la phase régulière, mais sans réussir à atteindre l'objectif de montée. Après avoir été en tête du groupe Baléares de Tercera División, le club obtient la promotion en Segunda B lors de la saison 2007-2008, mais se voit relégué en Tercera División en fin de saison, en se classant 19e.

## Saison par saison
| Saison    | Niveau | Division           | Place | Copa del Rey |
| --------- | ------ | ------------------ | ----- | ------------ |
| 1949-1985 | 5      | Regional           | —     |              |
| 1985-1986 | 4      | Tercera División   | 8e    |              |
| 1986-1987 | 4      | Tercera División   | 5e    |              |
| 1987-1988 | 4      | Tercera División   | 6e    | 1er tour     |
| 1988-1989 | 4      | Tercera División   | 6e    |              |
| 1989-1990 | 4      | Tercera División   | 9e    |              |
| 1990-1991 | 4      | Tercera División   | 14e   |              |
| 1991-1992 | 4      | Tercera División   | 12e   |              |
| 1992-1993 | 4      | Tercera División   | 2e    |              |
| 1993-1994 | 3      | Segunda División B | 18e   | 3e tour      |
| 1994-1995 | 4      | Tercera División   | 7e    | 1er tour     |
| 1995-1996 | 4      | Tercera División   | 10e   |              |
| 1996-1997 | 4      | Tercera División   | 8e    |              |
| 1997-1998 | 4      | Tercera División   | 8e    |              |
| 1998-1999 | 4      | Tercera División   | 10e   |              |
| 1999-2000 | 4      | Tercera División   | 4e    |              |
| 2000-2001 | 4      | Tercera División   | 6e    |              |
| 2001-2002 | 4      | Tercera División   | 5e    |              |
| 2002-2003 | 4      | Tercera División   | 9e    |              |
| 2003-2004 | 4      | Tercera División   | 1er   |              |

| Saison    | Niveau | Division              | Place | Copa del Rey  |
| --------- | ------ | --------------------- | ----- | ------------- |
| 2004-2005 | 4      | Tercera División      | 3e    | 1er tour      |
| 2005-2006 | 4      | Tercera División      | 1er   |               |
| 2006-2007 | 4      | Tercera División      | 8e    | 2e tour       |
| 2007-2008 | 4      | Tercera División      | 3e    |               |
| 2008-2009 | 3      | Segunda División B    | 19e   |               |
| 2009-2010 | 4      | Tercera División      | 2e    |               |
| 2010-2011 | 4      | Tercera División      | 6e    |               |
| 2011-2012 | 4      | Tercera División      | 6e    |               |
| 2012-2013 | 4      | Tercera División      | 1er   |               |
| 2013-2014 | 4      | Tercera División      | 3e    | 1er tour      |
| 2014-2015 | 4      | Tercera División      | 3e    | 1er tour      |
| 2015-2016 | 4      | Tercera División      | 3e    |               |
| 2016-2017 | 4      | Tercera División      | 4e    |               |
| 2017-2018 | 3      | Segunda División B    | 19e   |               |
| 2018-2019 | 4      | Tercera División      | 1er   |               |
| 2019-2020 | 3      | Segunda División B    | 4e    | 1er tour      |
| 2020-2021 | 3      | Segunda División B    | 14e   | 16e de finale |
| 2021-2022 | 4      | Segunda División RFEF | 3e    |               |
| 2022-2023 | 4      | Segunda Federación    |       |               |

- 5 saisons en Segunda División B (D3)
- 30 saisons en Tercera División (D4)

## Effectif actuel
| N° | Nat.                                 | Poste | Nom du joueur    |
| -- | ------------------------------------ | ----- | ---------------- |
|    | Drapeau de l'Espagne                 | G     | Fran Torres      |
|    | Drapeau de l'Espagne                 | G     | Javi Seral       |
|    | Drapeau de l'Espagne                 | D     | Borja Navarro    |
|    | Drapeau de l'Argentine               | D     | Luciano Pierce   |
|    | Drapeau de l'Espagne                 | D     | Copete           |
|    | Drapeau de l'Espagne                 | D     | Abel López       |
|    | Drapeau de l'Espagne                 | D     | Jorge Mena       |
|    | Drapeau de l'Espagne                 | D     | Cristian Cruz    |
|    | Drapeau de l'Espagne                 | D     | Fernando Andrada |
|    | Drapeau de l'Espagne                 | M     | Pepe Bernal      |
|    | Drapeau de l'Espagne                 | M     | Marc de Val      |
|    | Drapeau de la République dominicaine | M     | Fran Núñez       |

| No. | Nat.                             | Position | Nom du joueur    |
| --- | -------------------------------- | -------- | ---------------- |
|     | Drapeau de l'Espagne             | M        | David Sánchez    |
|     | Drapeau de l'Espagne             | M        | Carlos Cristeto  |
|     | Drapeau de l'Espagne             | M        | Marc Fraile      |
|     | Drapeau de l'Espagne             | M        | José Casado      |
|     | Drapeau de l'Argentine           | M        | Santiago Rosa    |
|     | Drapeau de la Guinée équatoriale | M        | Jordan Gutiérrez |
|     | Drapeau de l'Espagne             | M        | Ramón Blázquez   |
|     | Drapeau de la France             | M        | Naim Passes      |
|     | Drapeau de l'Espagne             | A        | Nacho López      |
|     | Drapeau de l'Espagne             | A        | Pipo             |
|     | Drapeau du Brésil                | A        | Higor Rocha      |
|     | Drapeau de l'Espagne             | A        | Juan Sánchez     |

## Palmarès
- Tercera División (2)
  - Champion : 2003-2004, 2005-2006

## Identité visuelle

Ancien logo.
Logo actuel.